# I Liga 1967/1968
Ekstraklasa 1967/68 byla nejvyšší polskou fotbalovou soutěží. Vítězem se stal a do Poháru mistrů evropských zemí 1968/69 se kvalifikoval tým Ruch Chorzów, který ale na protest proti přelosování soutěže nenastoupil. Do Veletržního poháru se kvalifikovala Legia Warszawa. Účast v Poháru vítězů pohárů 1968/69 si zajistil Górnik Zabrze, který ale na protest proti přelosování soutěže nenastoupil.
Soutěže se zúčastnilo celkem 14 celků, soutěž se hrála způsobem každý s každým doma-venku (celkem tedy 26 kol) systémem podzim-jaro. Sestoupily poslední 2 týmy.

## Tabulka
| Poř. | Tým                 | Z  | V  | R  | P  | VG | OG | B  |
| ---- | ------------------- | -- | -- | -- | -- | -- | -- | -- |
| 1.   | Ruch Chorzów        | 26 | 14 | 10 | 2  | 56 | 26 | 38 |
| 2.   | Legia Warszawa      | 26 | 13 | 9  | 4  | 36 | 15 | 35 |
| 3.   | Górnik Zabrze       | 26 | 13 | 7  | 6  | 52 | 27 | 33 |
| 4.   | Polonia Bytom       | 26 | 9  | 8  | 9  | 31 | 31 | 26 |
| 5.   | Zagłębie Sosnowiec  | 26 | 10 | 6  | 10 | 28 | 29 | 26 |
| 6.   | Pogoń Szczecin      | 26 | 10 | 6  | 10 | 23 | 28 | 26 |
| 7.   | Śląsk Wrocław       | 26 | 8  | 9  | 9  | 22 | 22 | 25 |
| 8.   | GKS Katowice        | 26 | 8  | 9  | 9  | 29 | 34 | 25 |
| 9.   | Szombierki Bytom    | 26 | 10 | 3  | 13 | 37 | 43 | 23 |
| 10.  | Odra Opole (N)      | 26 | 7  | 9  | 10 | 20 | 33 | 23 |
| 11.  | Stal Rzeszów        | 26 | 8  | 7  | 11 | 24 | 36 | 23 |
| 12.  | Wisla Krakov        | 26 | 5  | 11 | 10 | 18 | 24 | 21 |
| 13.  | ŁKS Łódź            | 26 | 7  | 7  | 12 | 22 | 38 | 21 |
| 14.  | Gwardia Varšava (N) | 26 | 7  | 5  | 14 | 32 | 44 | 19 |

|  | Pohár mistrů evropských zemí 1968/69 |
|  | Pohár vítězů pohárů 1968/69          |
|  | Veletržní pohár 1968/69              |
|  | Sestup do I ligy                     |

## Nejlepší střelci
|    |        | hráč                 | tým                | PG |
| -- | ------ | -------------------- | ------------------ | -- |
| 1. | Polsko | Włodzimierz Lubański | Górnik Zabrze      | 24 |
| 2. | Polsko | Eugeniusz Faber      | Ruch Chorzów       | 19 |
| 3. | Polsko | Andrzej Jarosik      | Zagłębie Sosnowiec | 15 |
| 3. | Polsko | Jerzy Wilim          | Szombierki Bytom   | 15 |

## Soupiska mistra
Jan Barow (2/0), Henryk Pietrek (25/0) - Bernard Bem (26/0), Józef Bon (18/5), Bronisław Bula (26/3), Andrzej Drażyk (1/0), Eugeniusz Faber (26/15), Józef Gomoluch (26/12), Edward Herman (26/14), Józef Janduda (19/0), Eugeniusz Kulik (5/0), Zygmunt Maszczyk (26/3), Antoni Nieroba (24/0), Jan Orzoł (7/0), Herbert Pajak (1/0), Antoni Piechniczek (26/2), Jan Rudnow (18/0), Bogusław Trefon (1/0) - trenér Teodor Wieczorek